# Brzeźnica (Powiat Żagański)
Brzeźnica (deutsch Briesnitz) ist ein Ort in der Landgemeinde Brzeźnica im Powiat Żagański der Woiwodschaft Lebus in Polen.

## Sehenswürdigkeiten

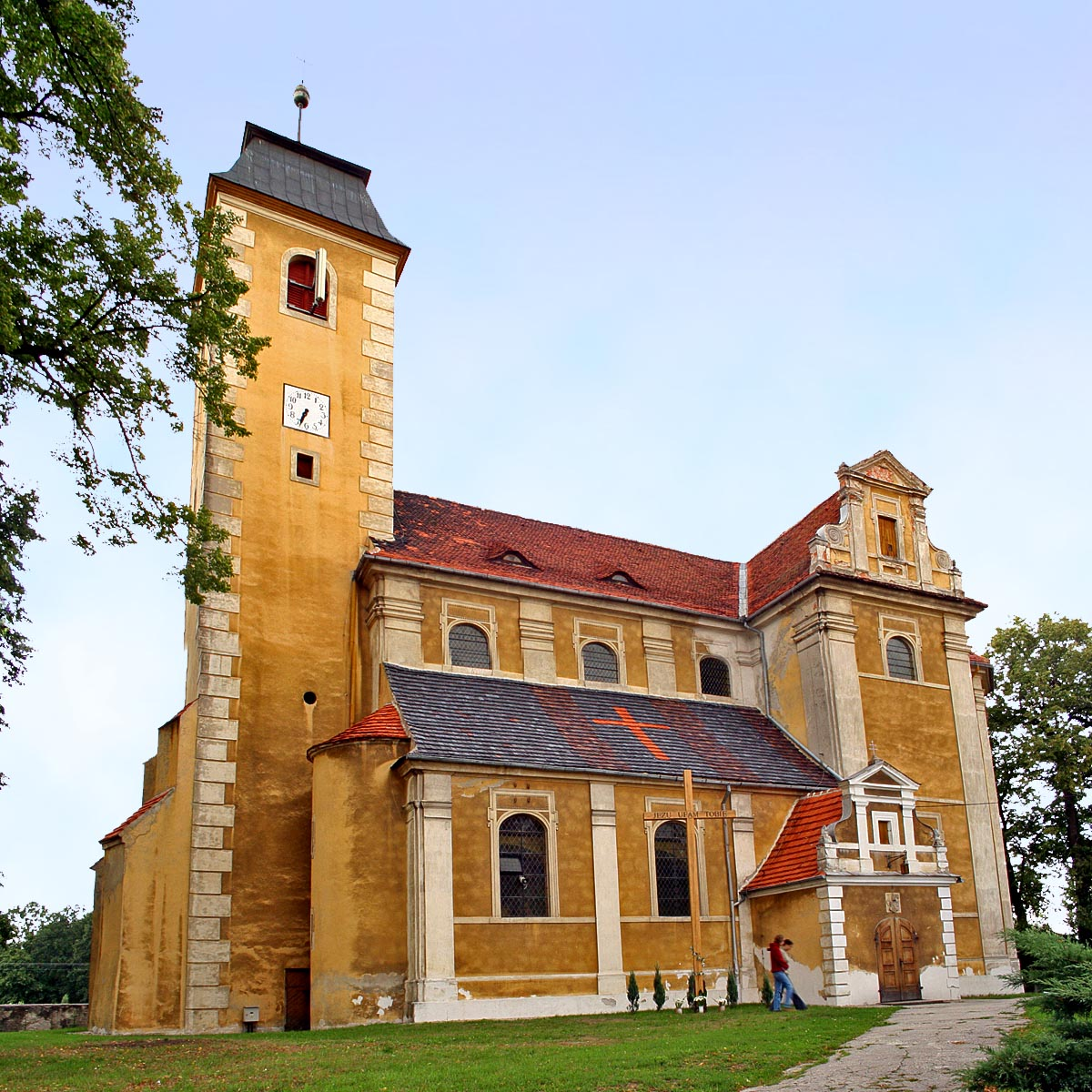
Die Römisch-katholische Kirche mit dem Patrozinium der Maria Magdalena (polnisch Kościół pw. Marii Magdaleny) wurde 1703 bis 1705 an der Stelle eines Vorgängerbaus aus dem Jahre 1376 errichtet. Während der Reformation diente sie von 1538 bis 1578 als evangelisches Gotteshaus. Bis zur Säkularisation 1810 gehörte sie dem Augustiner-Chorherrenstift Sagan. Am Sakristeiportal befindet sich eine Stiftungstafel. Die barocke Innenausstattung wurde Anfang des 18. Jahrhunderts geschaffen. Der Hauptaltar enthält ein Kreuzigungsgemälde mit der hl. Maria Magdalena, der Seitenaltar zeigt den böhmischen Landesheiligen Johannes von Nepomuk.
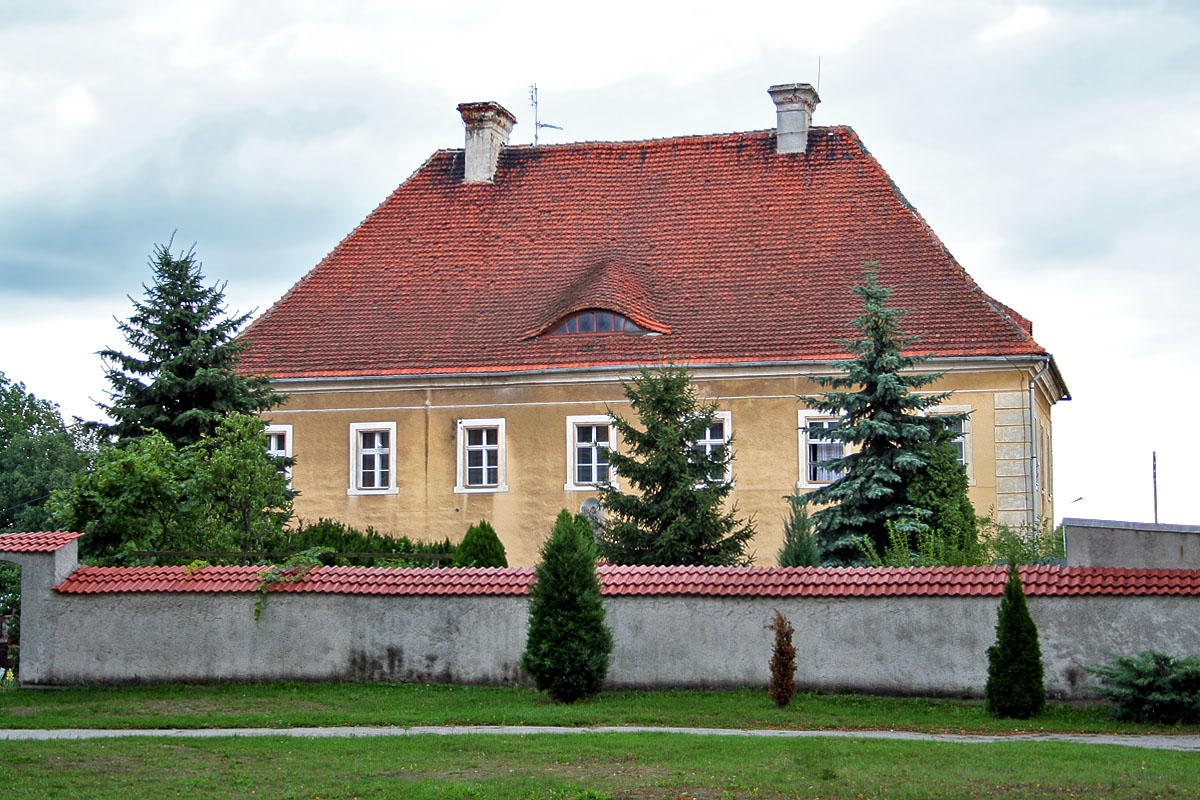
Zweistöckiges Pfarrhaus mit hohem Walmdach und  Wappentafel der Saganer Augustineräbte an der westlichen Fassade.
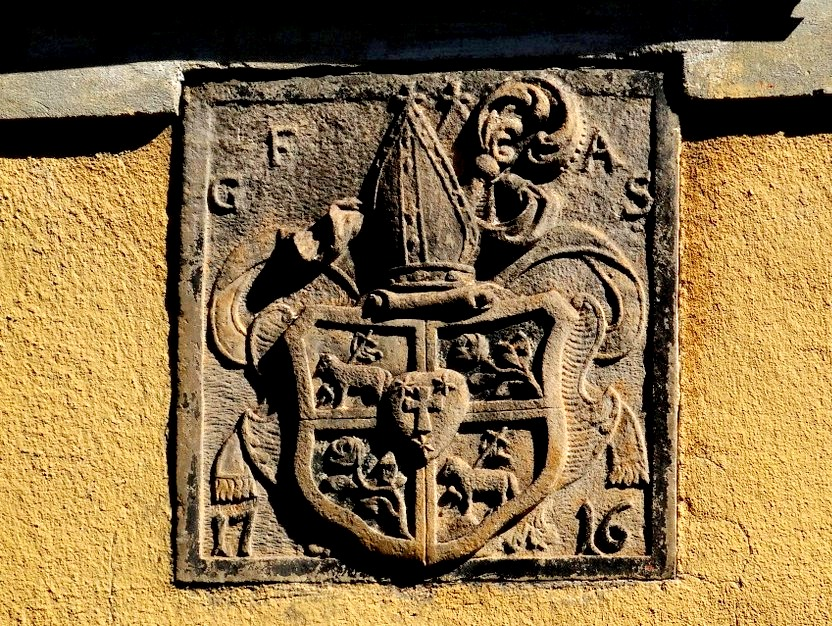
Wappentafel der Augustineräbte